# Campaea perlata
Campaea perlata là một loài bướm đêm trong họ Geometridae.

## Hình ảnh

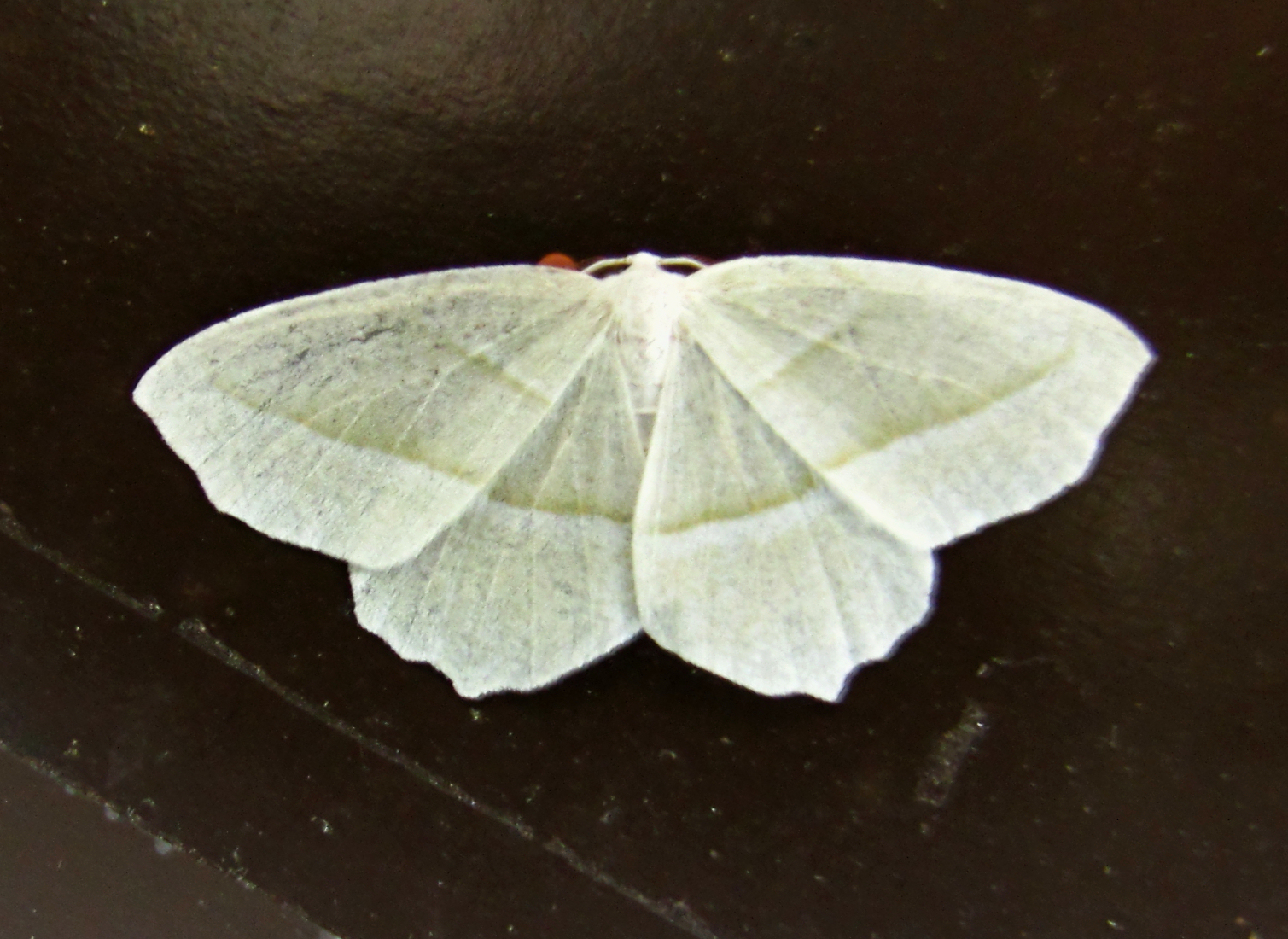